# Arne Sicker
Arne Sicker (* 17. April 1997 in Eckernförde) ist ein deutscher Fußballspieler, der zuletzt bei der SV Elversberg in der 2. Bundesliga unter Vertrag stand.

## Karriere
Arne Sicker wechselte 2009 zu Holstein Kiel. Zu Einsätzen in der ersten Mannschaft kam er erstmals in der Saison 2015/16, nachdem er zuvor bereits in der A- und B-Juniorenbundesliga gespielt hatte. Zudem spielte er 2016/17 für die U23 in der Oberliga. Mit den Profis stieg er 2016/17 aus der 3. Liga in die 2. Bundesliga auf. Er kam jedoch in den kommenden Spielzeiten nur zu insgesamt vier Zweitligaeinsätzen und wurde vornehmlich in der zweiten Mannschaft der KSV Holstein eingesetzt.
Nach 10 Jahren an der Kieler Förde wechselte der Verteidiger zur Saison 2019/20 zum in die Drittklassigkeit abgestiegenen MSV Duisburg. Diesen verließ er nach zwei Jahren, um sich dem Zweitligisten SV Sandhausen anzuschließen.
Nach dem Abstieg Sandhausens in die 3. Liga wechselte Sicker 2023 zum Aufsteiger SV Elversberg und verblieb somit in der 2. Bundesliga. Im Sommer 2025 verließ er Elversberg.

## Erfolge
Holstein Kiel
- Aufstieg in die 2. Bundesliga: 2017